# Lipan

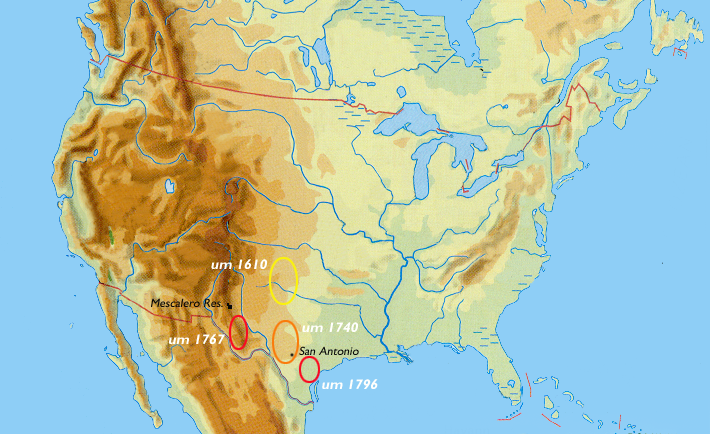
Mapa występowania plemion Apaczów

Lipan – plemię Indian Ameryki Północnej z grupy plemiennej Apaczów. Ich nazwa własna może oznaczać Lë pan, czyli „wojownicy z gór”, chociaż w okresie swej największej aktywności zamieszkiwali prerie zachodniego Teksasu. W czasach historycznych zajmowali ziemie na południe aż do rzeki Kolorado. Dzisiaj kilkuset z nich zamieszkuje na terenie rezerwatu Mescalero.

## Historia
W początku XVIII wieku Lipanowie, którzy do tego czasu utrzymywali bliskie więzi plemienne z Jicarillami, odeszli na południe i osiedli na preriach południowego Teksasu. Dzielili się na cztery zasadnicze grupy: Goagahii (Ludzie Równin), Tuntsaode (Ludzie Wielkiej Wody), Tu'edineode (Ludzie Bez Wody) oraz Chishiihii (Ludzie Lasu). W początku XVIII wieku opanowali konia i wkrótce stali się niedościgłymi łowcami bizonów z łatwością przemieszczającymi się od stanu Kansas po granicę meksykańską i napadającymi okoliczne wioski. Indianie z plemienia Kaddo śmiertelnie bali się ich rajdów rozbójniczych dopóki nie dostali broni palnej od Francuzów i stali się zdolni do przepędzenia napastników.
W połowie XVIII wieku Lipanowie sami stali się w potrzebie i poprosili miejscowe władze hiszpańskie o pomoc przeciwko Komanczom napierających na nich z północy i wschodu. Nie na wiele się to zdało i pod koniec stulecia Lipanowie wyparci zostali tam, gdzie ich pobratymcy Mescalero i Jicarilla. Na terenie Teksasu pozostała ich zaledwie garstka. W roku 1900 było ich około 100 osób. Jednak ci nieliczni oddali stanowi wielkie usługi jako przewodnicy, zwiadowcy i obwoźni handlarze.
Po wojnie z Meksykiem w roku 1848, w której Lipanowie wspomagali Amerykanów, nie doczekali się podziękowań ani lepszego traktowania. Władze postanowiły ich spacyfikować i zesłać do rezerwatu. Mimo podjętej walki o swoje (uczestniczyli w ostatnich bojach wodza Chiricahua’ów, Victoria) w 1903 roku zostali zmuszeni do połączenia się z Apaczami Mescalero w ich rezerwacie.

## Religia

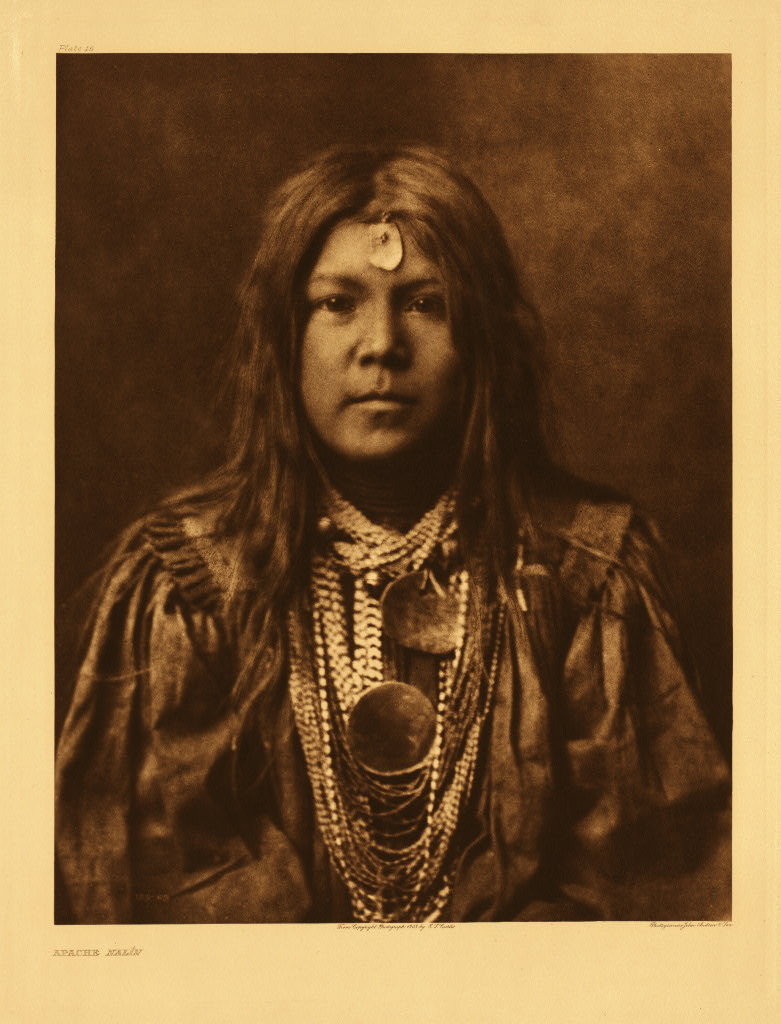
Dziewczyna z plemienia Lipanów

Religia Apaczów oparta jest na bogatej mitologii oraz personifikacji sił natury. Bogiem o największej potędze jest Słońce, ale niewiele mniejszą potęgą obdarzone są bóstwa pomniejsze, jak np. Biało Malowana Kobieta i jej syn Dziecko Wody, będące duchami opiekuńczymi gór (ga’an). Podczas określonych ceremonii (np. inicjacji seksualnej dziewcząt) te ostatnie odgrywane są przez tancerzy w maskach. Apacze wierzyli, że każda żywa istota miała w innym wcieleniu przodka – człowieka, w związku z czym każdy człowiek postępuje śladami swego odległego poprzednika.
Źródła szamanizmu Apacze doszukiwali się w sile, która przychodziła do określonego człowieka poprzez zwierzę, ciało niebieskie lub określone siły przyrody; gdy siła została okazana i zaakceptowana, przyjmujący ją miał obowiązek podjąć naukę obowiązków szamańskich. Wykształceni szamani posiadali moc wykorzystywaną w czasie wojny, prośby o deszcz, szczęście, zdrowie. Siła może być zarówno dobra, jak i zła, ale choroba i nieszczęście powodowane są gniewem bóstwa spowodowanym niewłaściwym traktowaniem natury. Szaman posiadał odpowiednią wiedzę i zdolności do uzdrawiania, dlatego cieszył się wśród Lipanów ogromnym szacunkiem.
Powstały w pierwszych latach życia w rezerwacie i popularny tzw. Native American Church w latach późniejszych stracił na znaczeniu. Dzisiejsi Lipanowie należą przede wszystkim do Kościoła baptystów.

## Życie codzienne
Apacze Lipan mieszkali w typowych dla Indian prerii tipi krytych skórami bizonów. Gdy znaleźli się na terenach górzystych zaczęli używać szałasów z giętych prętów krytych trawą lub – w razie złej pogody – skórami, co zapożyczyli od innych Apaczów.
Byli łowcami i zbieraczami. Do XVII wieku polowali głównie na bizony, później na drobniejszą zwierzynę górską. Nie jadali mięsa niedźwiedzi, indyków, ani nie łowili ryb.
Podstawowym pożywieniem roślinnym były orzechy, miąższ agawy, jagody, ziarna dzikich traw, miód, dzika cebula i ziemniaki. Orzechy i nasiona często mielono na mąkę. Agawa miała wyjątkowe znaczenie jako roślina o znacznej ilości zastosowań: korzeń pieczony na rozżarzonych kamieniach dawał mezcal, słodką, pożywną papkę, którą następnie suszono i przechowywano na okres zimowy, albo poddawano fermentacji uzyskując wysokoprocentowy napój alkoholowy, odpowiednio ułamany ostry kolec wraz z włóknem służył do szycia jako igła z nitką, inne włókna były wykorzystywane do produkcji plecionek, np. mat.
W XVII wieku nauczyli się od Indian Pueblo rolnictwa i do początków XIX wieku uprawiali (nad brzegami rzek i nieco dalej, przy wykorzystaniu kanałów nawadniających) fasolę, dynię, groch, zboże i melony. Gdy zbiory były niewystarczające, zaopatrzenie uzupełniali zakupami lub rajdami łupieżczymi na tereny Pueblo.
Ubierali się w skóry i bielone, wyszywane paciorkami mokasyny. Moda kobieca Lipanów opierała się na podobnych standardach jak w innych plemionach Apaczów, przy czym wyróżniała się wyskubywaniem brwi.
Podczas wojny wojownicy walczyli o dobra doczesne (np. konie), a sławę wojownikowi przynosiło powalenie przeciwnika od jednego ciosu. Ich tradycyjnymi wrogami byli Komancze, Ute i Meksykanie. Do wyposażenia wojownika (przed wejściem w użycie broni palnej) należała skórzana, malowana tarcza, łuk ze strzałami, skórzane ochraniacze nadgarstków, oszczepy, proce ze skóry, krzemienne noże i maczugi.

## Lipanowie dzisiaj
Małżeństwa mieszane w zasadzie wtopiły Lipanów w plemię znacznie liczniejszych Mescalero. Ich język zaginął zupełnie, ale nadal uczestniczą w życiu plemiennym. Część dziewcząt nadal oddaje się rytuałom inicjacji seksualnej, a z okazji święta niepodległości 4 lipca odprawiane są uroczyste tańce plemienne.
Od roku 1953 dzieci są objęte ogólnoamerykańskim systemem szkolnictwa publicznego, a plemienny fundusz stypendialny pomaga tym, którzy chcą kształcić się dalej.